# Запис липа у Корићанцима (Богутовац)
Запис липа у Корићанцима (Богутовац) се налази на парцели чији је власник Јавно предузеће "Србијашуме".

## Локација
| Општина             | Краљево                                                          |
| Катастарска општина | Богутовац                                                        |
| Потес               | Јасик                                                            |
| Координате          | 43° 40′ 20″ С; 20° 32′ 00″ И / 43.6723° С; 20.533200000000001° И |
| Надморска висина    | 0m                                                               |

## Карактеристике
Дендрометријске вредности утврђене на терену и сателитским снимцима:
| Стабло                     | Липа |
| Висина стабла              | m    |
| Обим дебла                 | m    |
| Пречник крошње             | 5m   |
| Пречник дебла              | m    |
| Висина дебла до прве гране | m    |

## База записа
Запис је у оквиру Викимедија пројекта "Запис - Свето дрво" заведен под редним бројем 0584.